# Ольшанка (приток Ведуги)
Ольшанка — река в Воронежской области России. Устье реки находится в 62 км от устья Ведуг по левому берегу.
Длина реки составляет 24 км, площадь водосборного бассейна — 181 км².
Берёт начало в селе Новосильское. На реке расположены населённые пункты Ольшанец, Старая Ольшанка, Никольское, Устье.

## Данные водного реестра
По данным государственного водного реестра России относится к Донскому бассейновому округу, водохозяйственный участок реки — Дон от города Задонск до города Лиски, без рек Воронеж (от истока до Воронежского гидроузла) и Тихая Сосна, речной подбассейн реки — бассейны притоков Дона до впадения Хопра. Речной бассейн реки — Дон (российская часть бассейна).
Код объекта в государственном водном реестре — 05010100812107000002211.